# شهرستان ایژمورسکی
شهرستان ایژمورسکی (به لاتین: Izhmorsky District) یک شهرستان در روسیه است که در استان کمروو واقع شده‌است.